# Севері (Канзас)
Севері (англ. Severy) — місто (англ. city) в США, в окрузі Грінвуд штату Канзас. Населення — 205 осіб (2020).

## Географія
Севері розташоване за координатами 37°37′19″ пн. ш. 96°13′39″ зх. д. / 37.62194° пн. ш. 96.22750° зх. д. (37.621968, -96.227512).  За даними Бюро перепису населення США в 2010 році місто мало площу 1,28 км², уся площа — суходіл.

## Демографія
Згідно з переписом 2010 року, у місті мешкало 259 осіб у 132 домогосподарствах у складі 62 родин. Густота населення становила 202 особи/км².  Було 187 помешкань (146/км²).
Расовий склад населення:
| - 95,8 % — білих - 0,8 % — корінних американців - 0,4 % — чорних або афроамериканців - 0,4 % — азіатів |

До двох чи більше рас належало 2,7 %. Частка іспаномовних становила 0,0 % від усіх жителів.
За віковим діапазоном населення розподілялося таким чином: 21,2 % — особи молодші 18 років, 52,9 % — особи у віці 18—64 років, 25,9 % — особи у віці 65 років та старші. Медіана віку мешканця становила 50,8 року. На 100 осіб жіночої статі у місті припадало 86,3 чоловіків;  на 100 жінок у віці від 18 років та старших — 83,8 чоловіків також старших 18 років.
Середній дохід на одне домашнє господарство  становив 33 700 доларів США (медіана — 26 389), а середній дохід на одну сім'ю — 37 456 доларів (медіана — 31 705). За межею бідності перебувало 28,2 % осіб, у тому числі 48,5 % дітей у віці до 18 років та 8,9 % осіб у віці 65 років та старших.
Цивільне працевлаштоване населення становило 107 осіб. Основні галузі зайнятості: роздрібна торгівля — 18,7 %, виробництво — 16,8 %, освіта, охорона здоров'я та соціальна допомога — 16,8 %.